# Jean de Lorraine
Jean de Lorraine (ur. 9 kwietnia 1498 w Bar-le-Duc, zm. 10 maja 1550 w Neuvy-sur-Loire) – francuski kardynał.

## Życiorys
Urodził się 9 kwietnia 1498 roku w Bar-le-Duc, jako syn René Lotaryńskiego i Philippe de Gueldre (jego braćmi byli m.in.: Antoni i Klaudiusz). W młodości był kanonikiem kapituły katedralnej w Liège. 26 lipca 1501 roku został wybrany biskupem Metzu. Jego wuj Henri de Lorraine-Vaudémont, który dotąd sprawował ten urząd, obiecał pozostać na stanowisku administratora apostolskiego do chwili, gdy Jean osiągnie wieku 20 lat. Ponieważ jednak Henri zmarł w 1505 roku, przyszły kardynał został przejął funkcję administratora w tym samym roku. 28 maja 1518 roku został kreowany kardynałem diakonem i otrzymał diakonię Sant’Onofrio. Pełnił liczne role administratorów apostolskich: Toul (1517–1524), Valence (1521–1523), Thérouanne (1522–1535), Verdun (1523–1544), Luçonu (1523–1524), Narbony (1524–1550), Reims (1532–1538), Albi (1535–1550), Lyonu (1537–1539), Agenu (1538–1550) i Nantes (1542–1550). W sierpniu 1537 roku był wysłannikiem Franciszka I by negocjować pokój z Karolem V. W czasie rządów Henryka II pełnił funkcję ministra stanu i legata a latere w Lotaryngii. Zmarł 10 maja 1550 roku w Neuvy-sur-Loire.